# Striatoptycholaemus gabunensis
Striatoptycholaemus gabunensis là một loài bọ cánh cứng trong họ Cerambycidae.